# Elizabeth Mitchell
Elizabeth Joanna Mitchell (27 de março de 1970, Los Angeles, Califórnia) é uma atriz norte-americana conhecida pelo papel de uma das principais personagens da série televisiva da ABC, Lost como a doutora Juliet Burke. Atuou como protagonista na série "V" (Visitors) como Erica Evans durante a primeira e segunda temporada da série. Atuou também como a antagonista Rainha da Neve na primeira parte da quarta temporada da série Once Upon a Time. Recentemente participou da série Dead Of Summer, produzida pela Freeform.

## Vida e carreira
Elizabeth Mitchell nasceu Elizabeth Joanna Robertson em Los Angeles, Califórnia.
Seu padrasto, Joseph Day Mitchell, e sua mãe, Josephine Marian Mitchell, são advogados com sede em Dallas.
Mitchell e sua mãe se mudaram para Dallas, Texas em 1970, quando sua mãe casou-se com Joseph Mitchell, em 1975. Elizabeth se formou na Booker T. Washington High School for the Performing and Visual Arts.
Ela é a mais velha de três irmãs, sendo as outras Kristina Helen "Kristie" Mitchell (nascida em 1977), e Katherine Day "Kate" Mitchell (nascida em 1981). Em 1991, formou-se no Stephens College com um bacharelado em Belas Artes. Mitchell trabalhou durante seis anos no Dallas Theater Center e um ano no Encore Theater.
Elizabeth Mitchell teve um papel recorrente como a Drª. Kim Legaspi, a primeira amante lésbica da Drª. Kerry Weaver (Laura Innes), durante a temporada 2000-01 da série de TV ER. Ela também interpretou a cabeleireira/amante lésbica de Angelina Jolie no filme Gia, Fama e Destruição.
Ela se casou com o ator Chris Soldevilla em 13 de junho de 2004. Eles têm um filho, Christopher Joseph (CJ), que nasceu em 4 de setembro de 2005. Eles vivem em Bainbridge Island, Washington.
Em março de 2009, Entertainment Weekly informou que Mitchell tinha sido lançada no piloto da ABC para a V, o seu remake do clássico de ficção científica e minissérie de televisão.
Embora a ABC e os funcionários da Warner Bros, tenham dito à revista que ela só foi escalada como convidada especial, o anúncio levou a especulações e preocupação de que a personagem de Mitchell seria morta no final da quinta temporada de Lost, que terminou com um cliffhanger que deixou o destino de sua personagem desconhecido.
Mitchell foi nomeada mais tarde a atriz principal em V em um comunicado à imprensa da ABC e várias fontes informaram que ela apareceria como convidada especial em Lost na sexta e última temporada.

## Filmografia

### Filmes
| Ano  | Título                                | Personagem                     | Notas                     |
| ---- | ------------------------------------- | ------------------------------ | ------------------------- |
| 1997 | Comfort, Texas                        | Trudy                          | Filme para TV             |
| 1998 | Gia                                   | Linda                          | Filme para TV             |
| 1999 | Molly                                 | Beverly Trehare                |                           |
| 2000 | Frequency                             | Julia 'Jules' Sullivan         |                           |
| 2000 | Nurse Betty                           | Chloe Jensen                   |                           |
| 2000 | The Linda McCartney Story             | Linda McCartney                | Filme para TV             |
| 2001 | Hollywood Palms                       | Blair                          |                           |
| 2001 | Double Bang                           | Dr. Karen Winterman            |                           |
| 2002 | The Santa Clause 2                    | Mrs. Claus/Carol Newman        |                           |
| 2002 | Man and Boy                           | Cyd Mason                      | Filme para TV             |
| 2004 | 3: The Dale Earnhardt Story           | Teresa Earnhardt               | Filme para TV             |
| 2006 | Running Scared                        | Edele Hansel                   |                           |
| 2006 | The Santa Clause 3: The Escape Clause | Mrs. Claus/Carol Newman-Calvin |                           |
| 2011 | Answers to Nothing                    | Kate                           |                           |
| 2013 | Last Chance Holiday                   | Barbara Cartwell               | Filme para TV             |
| 2013 | Beyond the Rainbow                    | Sarah Bennett                  | Filme para TV             |
| 2013 | Prosecuting Casey Anthony             | Linda Drane Burdick            | Filme para TV             |
| 2013 | Kristin's Christmas Past              | Barbara                        | Filme para TV             |
| 2016 | The Purge 3: Election Year            | Charlene "Charlie" Roan        |                           |
| 2020 | Um Corpo no Escuro                    | Captain Hilman                 |                           |
| 2021 | As Donas do Pedaço                    | Laura Wilson                   |                           |
| 2021 | Perseguição as Bruxas                 | Martha Goode                   | Também produtor executivo |
| 2022 | When Time Got Louder                  | Tish Peterson                  |                           |

### Televisão
| Ano        | Título                                  | Personagem                           | Notas                                             |
| ---------- | --------------------------------------- | ------------------------------------ | ------------------------------------------------- |
| 1993       | Dangerous Curves                        | Bethanny Haines                      | Episódio: "Rainbow Serpent"                       |
| 1994-1995  | Loving                                  | Dinah Lee Mayberry Alden McKenzie #2 | Episódios desconhecidos                           |
| 1996       | L.A. Firefighters                       | Laura Malloy                         | 6 episódios                                       |
| 1996       | The Sentinel                            | Wendy Hawthorne                      | Episódio: "True Crime"                            |
| 1997       | JAG                                     | Lt. Sandra Gilbert                   | Episódio: "The Court-Martial of Sandra Gilbert"   |
| 1997       | Comfort, Texas                          | Trudy                                | Episódio: "Pilot"                                 |
| 1998       | Significant Others                      | Jane Chasen                          | 6 episódios                                       |
| 1999-2000  | Time of Your Life                       | Ashley Holloway                      | 4 episódios                                       |
| 2000-2001  | E.R.                                    | Dr. Kim Legaspi                      | 14 episódios                                      |
| 2001       | The Beast                               | Alice Allenby                        | Episódio: "The Price"                             |
| 2001       | Spin City                               | Nancy Wheeler                        | Episódio: "Fight Club"                            |
| 2003       | The Lyon's Den                          | Ariel Saxon                          | 7 episódios                                       |
| 2003       | Law & Order: Special Victims Unit       | Andrea Brown                         | Episódio: "Mercy"                                 |
| 2003       | CSI: Crime Scene Investigation          | Melissa Winters                      | Episódio: "One Hit Wonder"                        |
| 2004       | Grammercy Park                          | Taylor Elliot Quinn                  | Episódio: "Pilot"                                 |
| 2004       | Everwood                                | Sara Beck                            | Episódio: "Staking Claim"                         |
| 2004       | Boston Legal                            | Christine Pauley                     | 2 episódios                                       |
| 2004       | House                                   | Sister Mary Augustine                | Episódios: "Damned If You Do"                     |
| 2006       | Haskett's Chance                        | Ann Haskett                          | Episódio: "Pilot"                                 |
| 2006-2010  | Lost                                    | Dr. Juliet Burke                     | 55 episódios                                      |
| 2007-2008  | Lost: Missing Pieces                    | Dr. Juliet Burke                     | 4 episódios                                       |
| 2009-2011  | V                                       | Erica Evans                          | 22 episódios                                      |
| 2011       | Law & Order: Special Victims Unit       | June Frye                            | Episódio: "Totem"                                 |
| 2012-2014  | Revolution                              | Rachel Matheson                      | 42 episódios                                      |
| 2014       | Once Upon a Time                        | Ingrid/Rainha da Neve                | 4ª temporada (recorrente)                         |
| 2015       | Crossing Lines                          | Carine Strand                        | 3° temporada (recorrente)                         |
| 2015       | Gortimer Gibbon's Life on Normal Street | Melody Fuller                        | 1 episódio                                        |
| 2016       | Dead of Summer                          | Deb Carpenter                        |                                                   |
| 2018, 2021 | The Expanse                             | Anna Volovodov                       | Recorrente (temporada 3); convidada (temporada 6) |
| 2019       | Blindspot                               | Scarlett Myers                       | Episódio: "Everybody Hates Kathy"                 |
| 2019       | The Christmas Club                      | Olivia Bennett                       | Filme para TV                                     |
| 2021       | The Good Doctor                         | Dannie Miller                        | Episódio: "We're All Crazy Sometimes"             |
| 2021       | Outer Banks                             | Carla Limbrey                        |                                                   |
| 2022       | FBI: International                      | Angela Cassidy                       |                                                   |
| 2022       | First Kill                              | Margot Fairmont                      |                                                   |
| 2022       | The Santa Clauses                       | Carol Calvin / Mrs. Claus            |                                                   |

### Teatro
| Ano  | Título                    | Personagem       |
| ---- | ------------------------- | ---------------- |
| 1992 | Amateurs                  | Jennifer         |
| 1994 | Red Channels              | Shelia Harcourt  |
| 1995 | Three Tall Women          | C                |
| 1999 | Absolution                | Esposa de Gordon |
| 2008 | A Midsummer Night's Dream | Helena           |

### Participação especial
| Ano  | Título                            | Personagem            |
| ---- | --------------------------------- | --------------------- |
| 1993 | Dangerous Curves                  | Bethanny Haines       |
| 1994 | The Cosby Mysteries               | Missing Woman         |
| 1996 | The Sentinel                      | Wendy Hawthorne       |
| 1997 | JAG                               | Lt. Sandra Gilbert    |
| 2001 | Spin City                         | Nancy Wheeler         |
| 2003 | Law & Order: Special Victims Unit | Andrea Brown          |
| 2003 | CSI: Crime Scene Investigation    | Melissa Winters       |
| 2004 | Everwood                          | Sara Beck             |
| 2004 | Boston Legal                      | Christine Pauley      |
| 2004 | House                             | Sister Mary Augustine |
| 2007 | Daily 10                          | Ela Mesma             |
| 2007 | The View                          | Ela Mesma             |
| 2008 | The View                          | Ela Mesma             |
| 2009 | Jimmy Kimmel Live!                | Ela Mesma             |
| 2009 | The Bonnie Hunt Show              | Ela Mesma             |
| 2009 | Jimmy Kimmel Live!                | Ela Mesma             |
| 2009 | The Bonnie Hunt Show              | Ela Mesma             |

### Comerciais
| Ano  | Marca            |
| ---- | ---------------- |
| 1994 | Poland Spring    |
| 1994 | Hertz            |
| 1994 | Secret Deodorant |
| 1995 | Peroxicare       |